# Přebor Zlínského kraje 2011/2012
V soubojích 24. ročníku Přeboru Zlínského kraje 2011/12 (jedna ze skupin 5. fotbalové ligy) se utkalo 16 týmů každý s každým dvoukolovým systémem podzim–jaro. Tento ročník začal v sobotu 6. srpna 2011 úvodními pěti zápasy 1. kola a skončil v neděli 17. června 2012 zbývajícími dvěma zápasy odloženého 17. kola.
Jednalo se o zatím poslední ročník, který měl 16 účastníků. Od sezony 2012/13 má Přebor Zlínského kraje 14 účastníků, jako tomu bylo do sezony 1992/93.

## Nové týmy v sezoně 2011/12
- Z Divize D 2010/11 sestoupilo do Přeboru Zlínského kraje mužstvo ČSK Uherský Brod, z Divize E 2010/11 mužstvo FK Bystřice pod Hostýnem.
- Ze skupin I. A třídy Zlínského kraje 2010/11 postoupila mužstva TJ Valašské Meziříčí „B“ (vítěz skupiny A) a SK Boršice (vítěz skupiny B).

## Konečná tabulka
Zdroje: 
| Poř. | Tým                            | Z  | V  | R | P  | VG | OG | B  |
| ---- | ------------------------------ | -- | -- | - | -- | -- | -- | -- |
| 1.   | FC Morkovice                   | 30 | 18 | 3 | 9  | 76 | 44 | 57 |
| 2.   | SK Boršice (N)                 | 30 | 17 | 5 | 8  | 69 | 35 | 56 |
| 3.   | ČSK Uherský Brod (S)           | 30 | 16 | 6 | 8  | 55 | 38 | 54 |
| 4.   | FC RAK Provodov                | 30 | 16 | 5 | 9  | 58 | 39 | 53 |
| 5.   | SFK ELKO Holešov               | 30 | 15 | 8 | 7  | 61 | 39 | 53 |
| 6.   | FK Luhačovice                  | 30 | 15 | 5 | 10 | 62 | 55 | 50 |
| 7.   | 1. VFC Rožnov pod Radhoštěm    | 30 | 13 | 6 | 11 | 53 | 51 | 45 |
| 8.   | FC Slušovice                   | 30 | 13 | 5 | 12 | 42 | 38 | 44 |
| 9.   | FC Velké Karlovice + Karolinka | 30 | 12 | 6 | 12 | 41 | 46 | 42 |
| 10.  | FK Bystřice pod Hostýnem (S)   | 30 | 11 | 8 | 11 | 48 | 42 | 41 |
| 11.  | FC Vsetín                      | 30 | 11 | 6 | 13 | 36 | 53 | 39 |
| 12.  | FK Vigantice                   | 30 | 11 | 3 | 16 | 41 | 50 | 36 |
| 13.  | TJ Sokol Kateřinice            | 30 | 10 | 6 | 14 | 47 | 62 | 36 |
| 14.  | TJ Dolní Němčí                 | 30 | 9  | 4 | 17 | 39 | 62 | 31 |
| 15.  | TJ Spartak Hluk                | 30 | 6  | 4 | 20 | 38 | 57 | 22 |
| 16.  | TJ Valašské Meziříčí „B“ (N)   | 30 | 4  | 6 | 20 | 39 | 94 | 18 |

Poznámky:
- Z = Odehrané zápasy; V = Vítězství; R = Remízy; P = Prohry; VG = Vstřelené góly; OG = Obdržené góly; B = Body; (S) = Mužstvo sestoupivší z vyšší soutěže; (N) = Mužstvo postoupivší z nižší soutěže (nováček)

|  | Postup do Divize E 2012/13                           |
|  | Sestup do I. A třídy Zlínského kraje – sk. A 2012/13 |
|  | Sestup do I. A třídy Zlínského kraje – sk. B 2012/13 |